# 페루의 국기

페루의 국기, 민간기 (비율 2:3)

페루의 정부기, 해군기 (비율 2:3)

페루의 국기는 1825년 페루 정부에 의해 제정되었다. 빨간색, 하얀색, 빨간색 세 개의 세로 줄무늬로 구성되어 있다. 가로세로 비율은 2:3이다.
빨간색은 독립을 위해 흘린 피를, 하얀색은 평화와 용맹함을 의미한다. 대통령기는 국장이 그려져 있는 형태의 기를 사용한다.

## 색상
| 색상 | 빨강                | 하양                  |
| ---- | ------------------- | --------------------- |
| RGB  | 217–16–35 (#D91023) | 255–255–255 (#FFFFFF) |

## 그 외의 깃발

페루의 군기 (비율 2:3)
페루의 함수기 (비율 1:1)

## 옛 국기

페루의 국기 (1820년 ~ 1821년)
페루의 국기 (1821년 ~ 1822년)
페루의 국기 (1822년)
페루의 국기 (1822년 ~ 1825년)
페루의 국기 (1825년 ~ 1950년)
남페루 공화국의 국기 (1836년 ~ 1839년)
페루-볼리비아 연합의 기 (1836년 ~ 1839년)